# US Indoors 1984
US Indoors 1984 — жіночий тенісний турнір, що проходив на закритих кортах з килимовим покриттям Four Seasons Racquet Club у Лівінгстоні (США). Належав до Світової чемпіонської серії Вірджинії Слімс 1984. Тривав з 20 до 26 лютого 1984 року. Перша сіяна Мартіна Навратілова здобула титул в одиночному розряді.

## Фінальна частина

### Одиночний розряд
Мартіна Навратілова —  Кріс Еверт 6–2, 7–6
- Для Навратілової це був 3-й титул за сезон і 182-й - за кар'єру.

### Парний розряд
Мартіна Навратілова /  Пем Шрайвер —  Джо Дьюрі /  Енн Кійомура 5–7, 6–3, 6–3
- Для Навратілової це був 2-й титул за сезон і 181-й — за кар'єру. Для Шрайвер це був 3-й титул за сезон і 46-й — за кар'єру.